# اجاق‌لی (تووز)
اجاق‌لی (به لاتین: Odzhakhly) یک منطقه مسکونی در جمهوری آذربایجان است که در شهرستان تووز واقع شده است.